# 파지리크 문화
파지리크 문화(Pazyryk culture)는 기원전 6세기~기원전 3세기의 철기 시대 고고학 문화로, 시베리아 남부의 영구동토층과 알타이산맥, 카자흐스탄, 몽골 인접 지역에 걸쳐 발굴된 유물과 미라화된 유해를 통해 확인된다. 미라들은 장형분(長形墳, long barrow)으로 불리는 특징적인 무덤(또는 쿠르간)에서 발굴되며 우크라이나의 스키타이 문화에서 발견되는 무덤과 유사하다. 표준 유적은 우코크 고원의 파지리크 고분군으로, 시베리아 얼음 공주를 비롯한 많은 유물과 유골이 발견되어 이 지역을 지나던 많은 무역로와 대상단의 혜택으로 문화가 번성하였음을 추정하게 해준다.
파지리크 문화에 앞서서는 아르잔 문화(Arzhan culture, 기원전 8-7세기)가 선행하였다. 파지리크 문화는 스키타이 문화권의 동부에 속한다고 여겨지며 인구는 서부 스텝 목축민과 남부 시베리아 토착민의 혼혈로 이루어졌을 것으로 추정된다.

## 같이 보기
- 사카
- 카라수크 문화
- 타가르 문화
- 타시티크 문화